# Prix du Musée d'Orsay
Le prix du musée d'Orsay est un prix décerné annuellement par le musée d'Orsay à Paris depuis 2006.

## Caractéristiques
Le prix est décerné chaque année à une thèse de doctorat en histoire de l'art. Il récompense surtout un travail de recherche portant sur la seconde moitié du XIXe siècle.
Le but de ce prix est de renforcer les liens entre les universités et les musées pour leur permettre de travailler ensemble plus activement au soutien des jeunes chercheurs dans les disciplines qu'ils ont en commun ; permettre la publication des travaux considérés comme une avancée scientifique remarquable pour la recherche en histoire de l'art et de permettre leur communication aux historiens de l'art ; et soutenir le travail des jeunes docteurs en histoire de l'art.

## Liste des lauréats
- 2006 :  Emmanuelle Amiot-Saulnier, La Peinture religieuse en France, 1873-1879.
- 2007 :  Béatrice Joyeux-Prunel, « Nul n'est prophète en son pays... », ou la logique avant-gardiste. L'internationalisation de la peinture des avant-gardes parisiennes, 1855-1914.
  - Un prix spécial de 1 000 €, sans publication, a été décerné à :
    - Laurent Houssais, André Fontainas (1865-1948), critique et historien de l'art,
    - Florence Rionnet, Le Rôle de la Maison Barbedienne (1834-1954) dans la diffusion de la sculpture aux XIXe et XXe siècles, considérations sur les bronzes d'édition et l'histoire du goût.
- 2008 :  Sarah Linford, Le Symbolisme et la Troisième République : la tradition comme avant-garde, 1871-1915.
- 2009 : Raphaële Delas, Aimé et Louis Duthoit, derniers imagiers du Moyen Âge. Un atelier de création et de restauration de sculpture médiévale à Amiens.
- 2010 : Claire Le Thomas, Racine populaire d'un art savant. Innovations cubistes et pratiques ordinaires de création (1907-1914).
  - Premier prix ex æquo de 1 000 €, sans publication, a été décerné à :
    - Ruth Fiori, La Construction d'une conscience patrimoniale parisienne à la fin du XIXe siècle : acteurs, pratiques et représentations (1884-1914).
- 2011 : Nicholas-Henri Zmelty, L'Affiche illustrée en France (1889-1905). Naissance d'un genre ?.
  - Premier prix ex æquo de 1 000 €, sans publication, a été décerné à :
    - Christelle Lozère, Mises en scène dans les « salons coloniaux » de province (1850-1896). Vers l'émergence de modèles d'expositions coloniales.
- 2012 : Clément Dessy, Les Écrivains face au défi nabi. Positions, pratiques d'écriture et influences
- 2013 : premier prix ex æquo :
  - Charlotte Foucher, Un symbolisme enfoui : les femmes artistes dans les milieux symbolistes en France au passage du siècle.
  - Carole Halimi, Le Tableau vivant de Diderot à Artaud, et son esthétique dans les arts visuels contemporains (XXe-XXIe siècles).
- 2014 : Eléonore Challine, Une étrange défaite. Les projets de musées photographiques en France (1850-1945).
- 2015 : Laura Karp-Lugo, Au-delà des Pyrénées : les artistes catalans à Paris au tournant du XXe siècle.
- 2016 : Fabienne Fravalo : La revue Art et décoration de 1897 à 1914, de l'Art nouveau à un art décoratif moderne.
- 2017 : premier prix ex æquo :
  - Katia Papandreopoulou, Camille Mauclair (1872-1945), critique et historien de l'art "une leçon de nationalisme pictural".
  - Sophie Derrot, Michel Liénard (1810-1870). Luxuriance et modestie de l'ornement au XIXe siècle.
- 2018 : Victor Claass, Julius Meier-Graefe (1867-1935) contre l'impressionnisme.
- 2019 : Léa Saint-Raymond, Le pari des enchères. Le lancement de nouveaux marchés artistiques à Paris entre les années 1830 et 1939.
  - Premier prix ex æquo de 1 000 €, sans publication, a été décerné à :
    - Mathilde Assier, La promotion des Beaux-Arts en Espagne (1853-1898). Soutenir les Beaux-Arts en temps de crise.